# Kai Khusrau II Gurieli
Kai Khusrau II Gurieli fou mtavari de Gúria del 1685 al 1689. Era el fill gran de Jordi III de Gúria i rei d'Imerècia. El 1684, en morir el seu pare, el tron va ser usurpat per l'oncle de Kai khusrau, Malkhaz Gurieli, però el va derrotar el 1685 i va ocupar el poder. El 1689 els turcs van envair el país, van deposar-lo i executar-lo i van proclamar un altre cop a Malkhaz.